# Frans Ludvig Schauman
Frans Ludvig Schauman (24. september 1810 Åbo – 28. juni 1877 Borgå) var en finsk biskop, bror til Berndt Otto og August Schauman.
Schauman, der tilhørte en fra de baltiske provinser i slutningen af 17. århundrede indflyttet slægt, blev Dr. theol. 1836, 1837 leder af Pastoralseminariet, 1847 professor i praktisk teologi. Samtidig med sin Lærergerning udførte han et stort litterært arbejde; hans Handbok i Finlands kyrkorätt er især af blivende værdi. Finlands Kirkelov af 1869 hviler så godt som udelukkende på et af Schauman gjort forslag af 1863.
Samtidig var Schauman Medlem af adskillige af de Udvalg, som forberedte Alexander II’s Regeringstids frisindede Reformer. Da Univ. 20. Septbr 1856 fejrede Kejserens Kroningsfest, holdt Schauman som Vicerektor Festtalen, hvori han modigt fremsatte Folkets politiske og nationale Ønsker, især Ønsket om, at en grundlovsmæssig Landdag skulde sammenkaldes. Talen vakte Misbilligelse i de højeste Regeringskredse, men de Tanker, den gav Udtryk for, kunde ikke mere holdes nede. Schauman blev derefter Medlem af »Januari-utskottet« samt af Landdagen 1863.
Ogsaa som Opbyggelsesforfatter og Taler var S. højt skattet. Sine vigtigste politiske Udtalelser udgav han senere samlet under Titlen Tal och uppsatser rörande statsrättsliga förhållanden i Finland (1876). Schauman blev 1865 Biskop i Borgå og deltog i et par Landdage.